# Serrinha (Goiânia)
Serrinha é um bairro de Goiânia, que faz divisa com o Bueno, o Parque Amazônia e o Bela Vista.
No bairro estão localizadas as sedes de várias emissoras de televisão, tais como a TV Anhanguera, empresa do grupo Jaime Câmara, afiliada da Rede Globo e a TV Goiânia, afiliada da Rede Bandeirantes de Televisão.
Segundo dados do Instituto Brasileiro de Geografia e Estatística (IBGE), divulgados pela prefeitura, no Censo 2010 a população do Bairro da Serrinha era de 1 201 pessoas.